# Elisabeth Käsemann

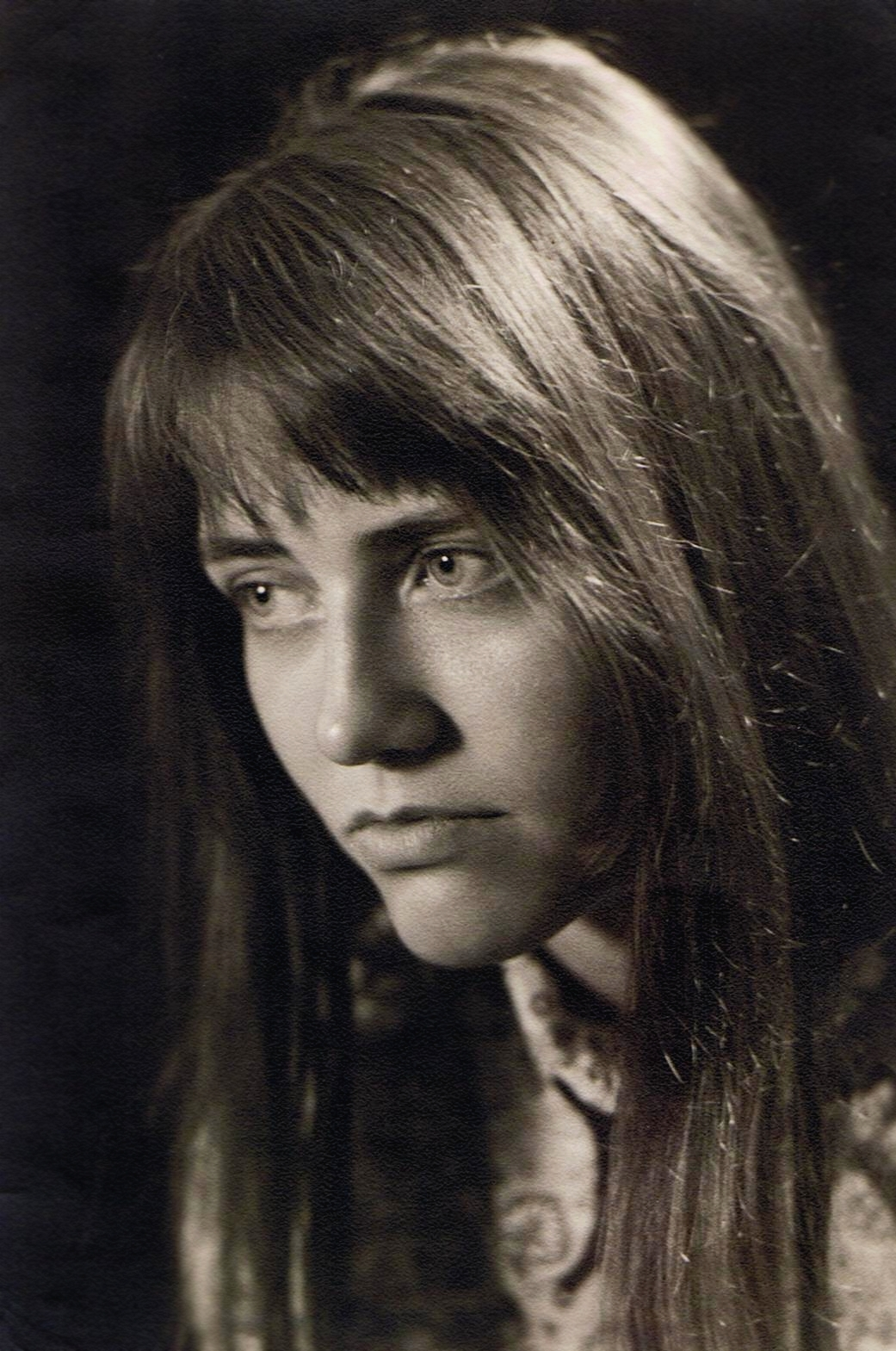
Elisabeth Käsemann (um 1975)

Elisabeth Käsemann (* 11. Mai 1947 in Gelsenkirchen; † 24. Mai 1977 in Monte Grande, Argentinien) war eine politische Aktivistin der deutschen Studentenbewegung im Freundeskreis Rudi Dutschkes. Sie setzte sich für die revolutionären Bewegungen Lateinamerikas ein und übersiedelte 1970 nach Argentinien, wo sie sich sozial und  politisch engagierte und nach dem Putsch 1976 im Untergrund arbeitete. Sie wurde am 24. Mai 1977 als Gegnerin der Diktatur ermordet. Eine internationale Kampagne für ihre Freilassung hatte keinen Erfolg, wofür auch der mangelnde Einsatz der deutschen Behörden verantwortlich gemacht wird. Der Mordfall erregte großes Aufsehen in der Öffentlichkeit und machte sie zu dem in Deutschland bekanntesten der 30.000 Opfer der argentinischen Militärdiktatur.

## Jugend und Studium in Berlin
Elisabeth Käsemann war das vierte und jüngste Kind des prominenten Universitätsprofessors für Evangelische Theologie Ernst Käsemann und Margrit Käsemann, geb. Wizemann. Sie war von 1954 bis 1966 Schülerin in Göttingen und Tübingen. Schon damals war sie politisch interessiert und engagiert, beispielsweise als Schülersprecherin und Gründerin eines politischen Arbeitskreises, und übte Kritik an der obligatorischen Klassenfahrt nach Berlin. 1966 legte sie am Wildermuth-Gymnasium Tübingen das Abitur ab.
Ab dem Wintersemester 1966/67 studierte sie Soziologie und Politikwissenschaft am Otto-Suhr-Institut der Freien Universität Berlin, wo sie Mitglied des Sozialistischen Deutschen Studentenbundes wurde und bald zum Freundeskreis ihres Kommilitonen Rudi Dutschke gehörte, des marxistischen Anführers der dortigen Studentenbewegung. Mit ihm und anderen Studenten gehörte sie zum politischen Gesprächskreis um den Theologieprofessor Helmut Gollwitzer, der seit den 1960er Jahren auch Aktionen militanter Gruppen mit dem Ziel „demokratischer und sozialistischer Revolutionen“ in Lateinamerika befürwortet hatte. Neben dem Vietnamkrieg wurden die revolutionären Bewegungen Lateinamerikas für Elisabeth Käsemann zu einem besonderen Interessensschwerpunkt. Sie beteiligte sich an der Organisation von politischen Demonstrationen und Teach-ins. Sie fuhr häufig nach Ost-Berlin, um dort preisgünstige Literatur linksgerichteter Autoren zu kaufen. 1967/68 beteiligte sie sich an der von Dutschke geleiteten SDS-Projektgruppe „Metropole und Dritte Welt (Konkrete Zusammenarbeit mit der Befreiungsbewegung der Dritten Welt)“, die neben theoretischer Schulung ursprünglich auch „direkte Aktionen gegen Marionettenkonsulate etc.“ vorsah. 1968 war sie mit Dutschke und Wolfgang Schöller Herausgeberin einer Textsammlung zur lateinamerikanischen Revolutionstheorie von Fidel Castro, Régis Debray, K. S. Karol und Gisela Mandel mit einem gemeinsam verfassten Vorwort, in dem die Hoffnung zum Ausdruck kam, der auf Kuba begonnene revolutionäre Prozess könne durch Guerillakriege auch auf andere Teile Lateinamerikas ausgeweitet werden. Sie reiste mit Dutschke und dessen Frau Gretchen Dutschke-Klotz im März 1968 nach Prag, um die sozialistische Reformbewegung des „Prager Frühlings“ aus erster Hand zu erfahren.
Auf dem Evangelischen Kirchentag in Hannover im Juni 1967 erfuhr sie von der Möglichkeit, ein im Rahmen ihres Politologiestudiums vorgesehenes Pflichtpraktikum in Lateinamerika zu absolvieren. Nach Abschluss ihres Vordiploms reiste sie nach Bolivien und arbeitete ab September 1968 für ein halbes Jahr als Praktikantin in einer Sozialstation in La Paz.

## Auswanderung nach Südamerika

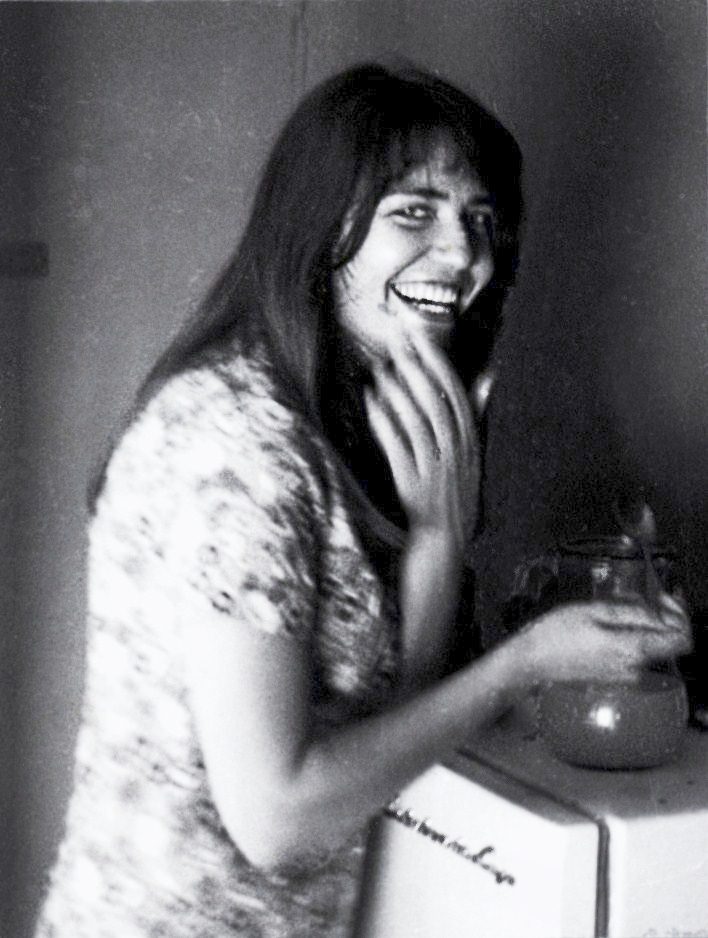
Elisabeth Käsemann, 1974/75

Nach einer einjährigen Rundreise durch Lateinamerika entschloss sie sich zu bleiben. Eine Rückkehr nach Deutschland konnte sie sich nicht mehr vorstellen, nachdem sie Armut und Ungerechtigkeit in Lateinamerika erlebt hatte. Sie wollte einen Beitrag zur Verbesserung der Lebensverhältnisse leisten. Im Juli 1969 schrieb sie an ihre Eltern:

„Ich bin dabei, mich mit dem Schicksal dieses Kontinents zu identifizieren. Vielleicht wird das zu Entscheidungen führen, die ihr nicht versteht oder die euch viel Kummer bereiten könnten.“

### Niederlassung in Argentinien
Seit 1970 lebte sie in der argentinischen Hauptstadt Buenos Aires, die für sie interessanter war als das vom relativ geringen Bildungsniveau der Bevölkerung geprägte und von ihr Anfang 1969 als „mit der Zeit langweilig“ bezeichnete La Paz. Sie erwarb zunächst die argentinische Hochschulreife, verdiente sich als mehrsprachige Sekretärin und Übersetzerin ihren Lebensunterhalt und studierte ab April 1975 Volkswirtschaft. Sie beteiligte sich als Freiwillige an linken Sozialprojekten in den Armenvierteln der Hauptstadt, etwa mit Erwachsenenbildung und Alphabetisierungskursen.
Käsemann engagierte sich politisch in kommunistischen Organisationen. Dazu gehörten auch revolutionäre Gruppen, die den bewaffneten Kampf führten, auch wenn es keine Hinweise auf eine Mitwirkung Käsemanns an Gewalttaten gibt. Eine dieser Gruppen war die trotzkistische Organización Comunista Poder Obrero (OCPO, „Arbeitermacht“), die nach der Revolutionären Arbeiterpartei (PRT) mit ihrem bewaffneten Arm Revolutionäres Volksheer (ERP) zweitgrößte unter den einen gewaltsamen Umsturz anstrebenden marxistischen Gruppen der 1970er Jahre war. Der von einem damaligen Geheimdienstoffizier zur Rechtfertigung ihrer späteren Verhaftung ohne Belege aufgestellten Behauptung, Käsemann sei Mitglied der ebenfalls linksrevolutionären, sich aber auf Juan Perón berufenden Stadtguerilla Montoneros gewesen, ist dagegen ausdrücklich widersprochen worden.
Anfang der 1970er Jahre freundete Käsemann sich mit dem Franzosen Raymond Molinier (1904–1994) an, einem früheren Privatsekretär Leo Trotzkis im türkischen und im französischen Exil und Führungsfigur der Vierten Internationalen – der 1972 als Rechtsanwalt für Oppositionelle tätige spätere argentinische Präsident Eduardo Duhalde erwähnte 1990, Käsemann habe damals mit Molinier in Monte Grande als dessen Partnerin gelebt. Vor dem Hintergrund eskalierender Gewalt zwischen linksextremen Revolutionären und rechtsextremen regierungsnahen Todesschwadronen verhalf Molinier zahlreichen Politaktivisten mit gefälschten Pässen zur Flucht aus Argentinien. Käsemann beteiligte sich aktiv an diesem Netzwerk zur Unterstützung verfolgter Genossen. Gemäß der Schilderung von Sergio Bufano, der 1976 ihr Lebensgefährte war, engagierte sie sich auch in der militanten Untergrundorganisation PRT-ERP und war unter anderem an der Wiedereinschleusung eines zuvor aus dem Hochsicherheitsgefängnis von Rawson ausgebrochenen und ins Ausland geflohenen Guerillakämpfers beteiligt.

### Verfolgung und Kampf gegen die Diktatur
Im März 1976 putschte das Militär und etablierte eine Militärdiktatur, unter der die Verfolgung der linksgerichteten Opposition noch stark zunahm. Käsemanns Eltern besuchten ihre Tochter zuletzt im April 1976 in Buenos Aires. Sie lebte danach im Untergrund und nutzte den Decknamen „Cristina.“ Sie lernte Bufano nach seiner Darstellung bei einem konspirativen Treffen der PRT-ERP kennen, zu dem beide mit verbundenen Augen gelangt waren, und das zur Vorbereitung eines Mordanschlags auf einen als Folterer identifizierten Militär abgehalten wurde. Käsemann und Bufano verliebten sich ineinander, ohne ihre wahren Namen zu kennen, und Käsemann ließ sich als Vorsichtsmaßnahme von ihm nur mit verschlossenen Augen zu Besuchen in seine Wohnung führen, um selbst unter Folter seine Adresse nicht verraten zu können. Laut Bufano hatten beide die Organisation um tödliche Tabletten gebeten, um sich einer Verhaftung im Notfall durch Selbstmord entziehen zu können, diese jedoch nicht erhalten. Aus Käsemanns Bekanntenkreis verschwanden nun häufig Menschen spurlos.
Käsemann und Bufano entschieden sich später gemeinsam gegen die Durchführung des von beiden nach weiteren Vorbereitungen schließlich als unmenschlich bewerteten Mordanschlags, da sie zwar den bewaffneten Kampf befürwortet hätten, aber nicht zu töten bereit gewesen seien. Bufano wurde daraufhin wegen Ungehorsams aus der Guerillaorganisation ausgestoßen und kurz darauf von der Polizei verhaftet, konnte aber nach drei Tagen entkommen. Im Gegensatz zu Bufano, der sich nun gegen ihren Willen zur Flucht ins Ausland entschied, bei der sie ihm jedoch mit einem von ihr gefälschten mexikanischen Reisepass behilflich war, bestand sie darauf, den Kampf in Argentinien fortzusetzen, das sie laut Bufano als Schlüsselland für die Revolution in Lateinamerika sah. In der gefährlichen Situation ihre Freunde und Mitarbeiter zu verlassen, sah sie als Verrat an. Beim Abschied von Bufano sagte sie ihm im Dezember 1976: „Die Arbeiterklasse geht nicht ins Exil.“
Laut Bufano trennte sich Käsemann aufgrund politischer Differenzen gemeinsam mit weiteren Genossen von der PRT-ERP, blieb jedoch in einer anderen bewaffneten Untergrundorganisation aktiv. Auch wenn sie selbst praktisch keine Erfahrungen im Waffengebrauch hatte, so sei sie keine Pazifistin gewesen, sondern als Revolutionärin zum Einsatz von Gewalt bereit gewesen – „innerhalb der vom moralischen Gewissen gesetzten Grenzen“.
Nach Angaben ihres Bruders floh Käsemann angesichts der Razzien des Militärs entgegen ihrer ursprünglichen Absicht im Dezember 1976 nach Peru, von wo sie Ende Januar 1977 nach Buenos Aires zurückkehrte, „um ihre gewerkschaftliche Gruppe von unsinnigen Aktionen abzuhalten.“ Obwohl das argentinische Regime massenhaft Folter, Verschleppungen und Tötungen gegen tatsächliche oder vermeintliche Oppositionelle beging, konnte es gewaltsame Aktionen der politischen Linken nicht völlig ausschalten, so verweist der Jahresbericht 1977 von Amnesty International exemplarisch auf das Attentat auf Außenminister César Guzzetti vom Mai 1977.

## Verhaftung, Folter und Ermordung
Käsemann wurde in der Nacht vom 8. auf den 9. März 1977 in Buenos Aires verhaftet und schwer gefoltert. In der Nacht auf den 24. Mai 1977 wurde sie mit 15 weiteren Gefangenen durch Schüsse in Genick und Rücken exekutiert. Die argentinischen Militärs übergaben den Leichnam Elisabeth Käsemanns der Deutschen Botschaft am 8. Juni 1977. Die spätere Obduktion in Tübingen ergab, dass sie aus nächster Nähe erschossen worden war.
In der Folge des Bekanntwerdens der Verhaftung von Elisabeth Käsemann kam es zu unterschiedlichen erfolglosen Bemühungen, das bedrohte Leben der Deutschen zu retten, durch Amnesty International, Ernst Käsemanns Hilfegesuch an die Deutsche Botschaft und die Evangelische Kirche in Deutschland. Die Rolle der deutschen Außenpolitik und ihrer Akteure im Fall Käsemann und anderen wurde in der Folge zu einem Gegenstand politischer Kontroversen und zeitgeschichtlicher Forschung.
Ein von den Eltern der Ermordeten angestrengte Ermittlungsverfahren wegen des „unnatürlichen Todes“ wurde am 8. Februar 1980 von der Staatsanwaltschaft Tübingen eingestellt, da „weitere Ermittlungsmöglichkeiten angesichts der ablehnenden Haltung der argentinischen Behörden nicht bestehen“. Das Amtsgericht Nürnberg erließ am 11. Juli 2001 gegen den früheren argentinischen General Guillermo Suárez Mason wegen des Mordes an Elisabeth Käsemann Haftbefehl. Das Gericht verhängte im Prozess um die das Folterzentrum El Vesubio betreffenden Straftaten am 14. Juli 2011 in erster Instanz gegen zwei der Angeklagten lebenslange Freiheitsstrafen wegen Verbrechen gegen die Menschlichkeit, fünf weitere Angeklagte wurden zu Haftstrafen zwischen 18 und 22 ½ Jahren verurteilt.
Der damaligen westdeutschen Regierung unter Bundeskanzler Helmut Schmidt und dem dafür zuständigen Außenminister Hans-Dietrich Genscher wurde mehrfach vorgeworfen, dass ihnen die guten wirtschaftlichen Beziehungen zum Argentinien der Junta wichtiger gewesen wären als die Einhaltung der Menschenrechte und die Rettung des Lebens der deutschen Entführten. Eric Friedler identifizierte in seinem Dokumentarfilm „Das Mädchen“ den Kontext des die bundesrepublikanische Politik beherrschenden Terrors der Rote Armee Fraktion als ein wichtiges Element, das die Bewertungen beeinflusst haben kann. Dies habe auch die Beurteilung der Betätigung von Käsemann eingeschlossen. Die argentinische Diktatur hatte bereits zu Beginn ihrer Herrschaft 1976 klargemacht, wie sie gegen die damaligen linksextremen Untergrundbewegungen der Montoneros und der ERP vorgehen würde. Trotz dieser eindeutigen Absichtsbekundung, die zu ähnlichen Äußerungen anderer argentinischer Generäle passte und schnell in die Tat umgesetzt wurde, wurde die Bundesrepublik bald zum größten Waffenlieferanten der argentinischen Diktatur. Dies wurde auch dadurch gefördert, dass US-Präsident Jimmy Carter die amerikanischen Beziehungen zur Militärdiktatur aufgrund eines neuen, stärker an Menschenrechten orientierten außenpolitischen Kurses weitgehend eingefroren hatte. Käsemanns Vater meinte daher nach Erhalt der Todesnachricht seiner Tochter: Ein verkaufter Mercedes wiegt zweifellos mehr als ein Leben.
Käsemanns Nichte und Patentochter, die Historikerin Dorothee Weitbrecht, veröffentlichte 2013 eine detaillierte Analyse historischer Dokumente des Auswärtigen Amts mit dem Tenor, dass die weitgehende Nichtbeachtung der Menschenrechte in der Argentinienpolitik der Bundesrepublik absichtsvoll und gewollt gewesen sei – da das Regime als antikommunistischer Verbündeter gegolten habe, den es zu unterstützen galt. Das Schicksal der deutschen Verschwundenen wie Elisabeth Käsemann sei dabei quasi als Störfaktor gesehen worden, der planvoll so weit wie möglich heruntergespielt wurde, um die guten Beziehungen zur Militärjunta nicht zu gefährden.

## Bestattung und Nachwirkung
Käsemann wurde am 16. Juni 1977 auf dem Friedhof in Tübingen-Lustnau bestattet. Rudi Dutschke, ihr enger Studienfreund aus der Anfangszeit der gemeinsamen Solidarisierung mit den revolutionären Befreiungsbewegungen in Lateinamerika, veröffentlichte in der Zeitschrift Chile-Nachrichten einen Nachruf, in dem er seine „Genossin Käsemann“ als „besonderes Beispiel internationaler Solidarität“ würdigte, die bis zu ihrer Ermordung „fast ein Jahrzehnt im argentinischen Klassenkampf gearbeitet“ habe. Die Theologin und Dichterin Dorothee Sölle – selbst Schülerin von Ernst Käsemann – widmete Elisabeth Käsemann ihr Gedicht „Bericht aus Argentinien“, dessen Zeile „dass du zwei Tage schweigst unter der Folter“ 1991 als Titel eines Dokumentarfilms über Käsemann zitiert wurde. Es wurden von verschiedenen Autoren mehrere Dokumentarfilme und Artikel veröffentlicht, die sich dem Leben und vor allem den Todesumständen Käsemanns sowie der Rolle der bundesdeutschen Behörden widmeten und in denen zahlreiche Zeitzeugen sowie Weg- und Leidensgefährten Käsemanns zu Wort kamen.
Im Juni 2014 ging Käsemanns ehemaliger Lebensgefährte Sergio Bufano in Argentinien mit einem auch in Deutschland rezipierten Zeitungsartikel an die Öffentlichkeit, in dem er auf einen aus Anlass der Ausstrahlung der ARD-Dokumentation Das Mädchen – Was geschah mit Elisabeth K.? verfassten Artikel Osvaldo Bayers antwortete. Der Argentinier Bayer hatte den Fall der ihm persönlich nicht bekannten Deutschen bereits seit der ersten öffentlichen Nachricht von Käsemanns „Verschwinden“ kritisch begleitet und maßgeblich mitgewirkt, ihn einer größeren Öffentlichkeit bekannt zu machen – zunächst von seinem Exilland Deutschland aus und in direktem Kontakt mit ihrer Familie. Bufano wandte sich in dem Artikel gegen das aus seiner Sicht falsche Bild einer vor allem durch Sozialarbeit in Slums aktiven pazifistischen Soziologiestudentin, die Käsemann tatsächlich nicht gewesen sei und als die sie seiner Einschätzung nach auch nicht erinnert werden wollte. Sie sei tatsächlich eine Revolutionärin gewesen, die bewusst in den Untergrund gegangen, von der Polizei verfolgt und als Mitglied bewaffneter Gruppen aktiv gewesen sei. Es sei nicht notwendig, gutmütige Figuren aufzubauen, um die Perversion der Diktatur zu beweisen. Es sei die „Verantwortung der Überlebenden, die Identität der Opfer zu respektieren“. Der argentinische Ermittlungsrichter, Daniel Rafecas, der u. a. die Ermittlungen im Falle der Ermordung von Elisabeth Käsemann führte, erklärte hierzu, Elisabeth Käsemann habe einer politischen Organisation angehört, die während der argentinischen Militärdiktatur auch eine bewaffnete Unterorganisation ausgebildet hätte, der Elisabeth Käsemann aber zu keinem Zeitpunkt angehört habe.

## Würdigung

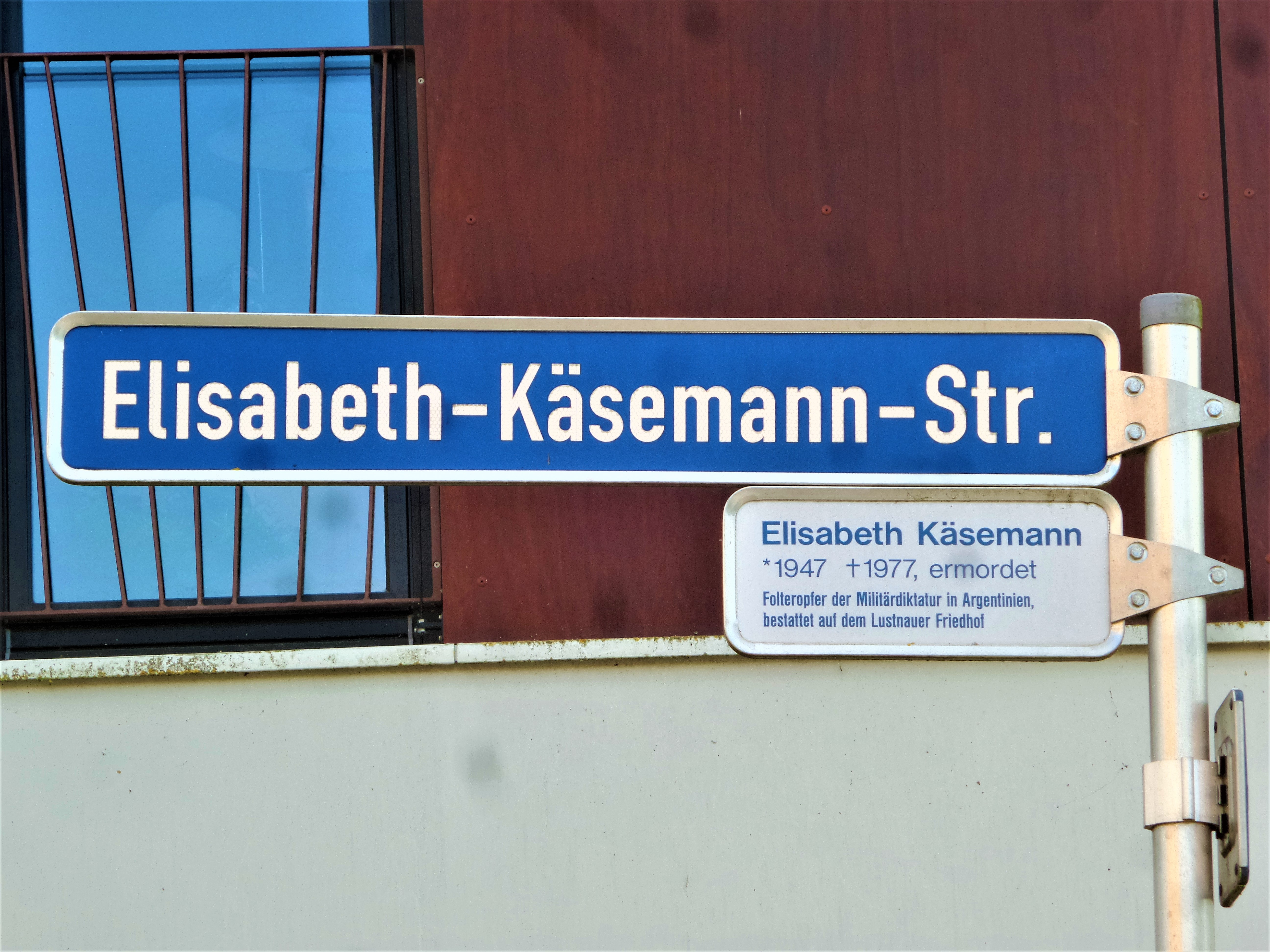
Benennung einer Straße in Tübingen nach Elisabeth Käsemann

Zu ihren Ehren wurde der Sitz der vom Evangelischen Kirchenkreis Gelsenkirchen und Wattenscheid betriebenen Familienbildungsstätte in ihrer Geburtsstadt zum 30-jährigen Bestehen 1993 in Elisabeth-Käsemann-Haus umbenannt. Nach dem Verkauf des Gebäudes heißt seit 2006 die gesamte Einrichtung Elisabeth-Käsemann-Familienbildungsstätte. Seit 2012 wird an ihrer ehemaligen Schule, dem Wildermuth-Gymnasium in Tübingen, der Elisabeth-Käsemann-Preis an einen oder mehrere Schüler vergeben, die sich durch besonderes gesellschaftliches Engagement ausgezeichnet haben. In Tübingen-Lustnau ist im Stadtquartier Alte Weberei eine Straße nach Elisabeth Käsemann benannt. 2013 berichteten argentinische Medien über Pläne für ein Denkmal für Käsemann, in die ihre Familie und die Deutsche Botschaft eingebunden seien und das in der Nähe des Tatorts ihrer Ermordung in Monte Grande entstehen soll.

## Elisabeth-Käsemann-Stiftung
2014 gründete Käsemanns Nichte Dorothee Weitbrecht die Elisabeth-Käsemann-Stiftung mit Sitz in Stuttgart, die Projekte zur Aufarbeitung staatlicher Menschenrechtsvergehen in Lateinamerika und Europa unterstützt. Mitglieder des beratenden Stiftungs-Kuratoriums sind der argentinische Friedensnobelpreisträger Adolfo Pérez Esquivel, Jörg Hübner (Direktor der Evangelischen Akademie Bad Boll), Thomas Fischer (Lehrstuhlinhaber für die Geschichte Lateinamerikas an der Katholischen Universität Eichstätt-Ingolstadt) und Luisa Wettengel (Mitglied der Organisation Familienangehörige deutscher und deutschstämmiger Verschwundener in Buenos Aires).

## Veröffentlichung
- Mit Rudi Dutschke und Wolfgang Schöller Herausgeber sowie Verfasser des Vorworts: Régis Debray, Fidel Castro, Gisela Mandel und K. S. Karol: Der lange Marsch: Wege der Revolution in Lateinamerika. Trikont, München 1968.

## Dokumentarfilme
- Eric Friedler (2014): Das Mädchen – Was geschah mit Elisabeth K.?
- Frieder Wagner und Elvira Ochoa-Wagner (2003): Todesursache: Schweigen – Die deutschen Opfer der argentinischen Diktatur (Trailer)
- Osvaldo Bayer und Frieder Wagner (1991): … dass Du zwei Tage schweigst unter der Folter[55][56] (Trailer)

## Radiosendungen und Podcasts
- Meine mutige Patentante, SWR2, 7. November 2017 (Online)
- HerStory – starke Frauen der Geschichte, Folge 31: Elisabeth Käsemann: Eine Deutsche, ermordet von der argentinischen Militärdiktatur
- Tatort Geschichte - True Crime meets history, Ausstrahlung am 12. Mai 2023  Die „Deutsche“ und das Schicksal der „Verschwundenen“: Tod und Folter während der argentinischen Militärjunta